# Zelioni (Volgograd)
|  | Per a altres significats, vegeu «Zelioni». |

Zelioni (en rus: Зелёный) és un poble (un possiólok) de l'óblast de Volgograd, a Rússia, segons el cens del 2010 tenia 609 habitants.